# Monument aux morts turcs de Sidi Bishr
Le monument aux morts turcs de Sidi Bishr se situe à Alexandrie, en Égypte. Ce monument est une tombe collective où reposent 513 soldats et civils turcs morts lors de la Première Guerre mondiale dans le camp de prisonniers de Sidi Bishr. Ce camp était contrôlé par les Britanniques alors force occupante en Égypte.

## Contexte historique
La Première Guerre mondiale se déroule de 1914 à 1918. Cette guerre a mis en jeu plus de soldats, provoqué plus de décès et causé plus de destructions matérielles que toutes les guerres antérieures. Il y a eu environ 10 millions de morts et 8 millions d’invalides. La Turquie est entrée en guerre le 29 octobre 1914, aux côtés de la Triple Alliance. Le Comité Union et Progrès plus connu sous le nom de Jeunes-Turcs était le parti au pouvoir en Turquie après le coup d'état du 23 janvier 1913. Lors de la Campagne du Sinaï et de la Palestine des soldats turcs ont été faits prisonniers et transportés dans des camps de prisonniers en Égypte comme celui de Sidi Bishr. Trois décennies après la guerre un monument aux morts a été érigé en mémoire des martyrs morts dans le camp de Sidi Bishr.

## Description

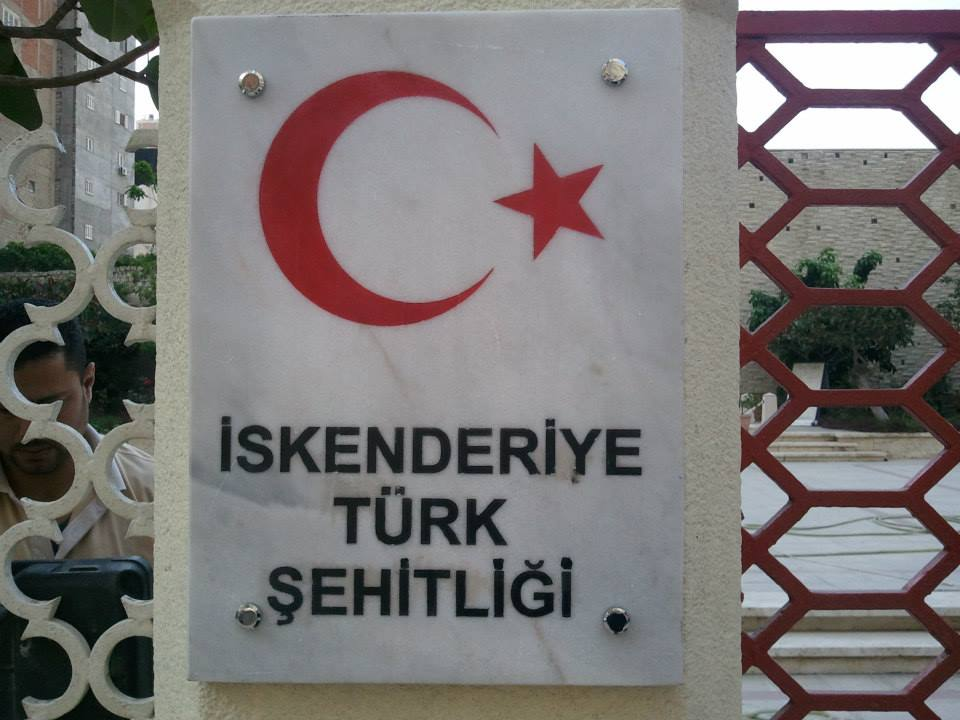
Plaque en turc à l'entrée du cimetière militaire turc.

Il se caractérise par une sculpture en forme de baïonnette plantée dans un socle de trois marches. Au pied de cette baïonnette nous pouvons lire en guise d’épitaphe un vers du poète turc Mehmet Akif Ersoy, auteur de l’hymne national turc :
« Vurulup tertemiz alnından uzanmış yatıyor, Bir hilal uğruna Ya rab ne güneşler batıyor »
« Touché sur son front innocent, s'étend le trépassant ; que de soleils se couchent, Seigneur, pour la gloire d’un croissant ! »
Tout autour du monument sont inscrits les noms et les grades des 513 Turcs morts dans le camp de Sidi Bishr.
À gauche du monument se trouve une stèle commémorative écrite en turc, en anglais et en arabe qui raconte dans quelle circonstance ces Turcs ont été faits prisonniers.
À droite, une autre plaque sur laquelle on peut lire un poème en turc ottoman qui invite le visiteur à dire une prière pour les martyrs du lieu.

## Histoire
Ce monument turc date de 1941 et a été restauré en 1968. Le terrain où le monument se trouve a été vendu par la municipalité d’Alexandrie et acheté par la Société Turque d’aide en 1931 à Sidi Bishr. Les 513 soldats turcs ont été enterrés à Alexandrie car ils y ont été faits prisonniers par les forces britanniques durant la Première Guerre mondiale entre 1915 à 1918 et pendant les combats de la campagne de Palestine. 
L’Attaché militaire auprès de l’Ambassade de Turquie au Caire est responsable de l’entretien et de la réparation du cimetière. Le Consulat Général de Turquie qui réside à Alexandrie assure la surveillance et les soins de ce monument.

## La vie des prisonniers dans le camp
La vie au camp était simple et ordinaire. Des prisonniers turcs passaient leur temps à apprendre des langues étrangères comme l’anglais et le français. Les soldats illettrés apprenaient à lire et à écrire. Certains travaillaient et percevaient un salaire. D’autres s’adonnaient à des activités comme la lecture de journaux comme le Temps ou The Times. Ils lisaient également la presse égyptienne et traduisaient en turc certains articles. Ils ont ensuite fait paraître des journaux en turc dans le camp comme Esaret Albümü (Album de captivité), Nilüfer (Nénuphar), Sada (La voix), Türk Valığı (L’existence turque), Yarın (Demain). Dans des photographies d’époque nous voyons que les soldats étaient habillés en civil et ne portaient donc pas de vêtements de prisonnier.

## Polémique sur la mort des 513 soldats
Dès 1921, une polémique éclate entre la Turquie et les Britanniques sur les causes de décès de certains soldats dans les camps basés en Égypte dont celui de Sidi Bishr. Les autorités turques accusent les Britanniques d’avoir empoisonné au crésol (cresyl) ces prisonniers. 

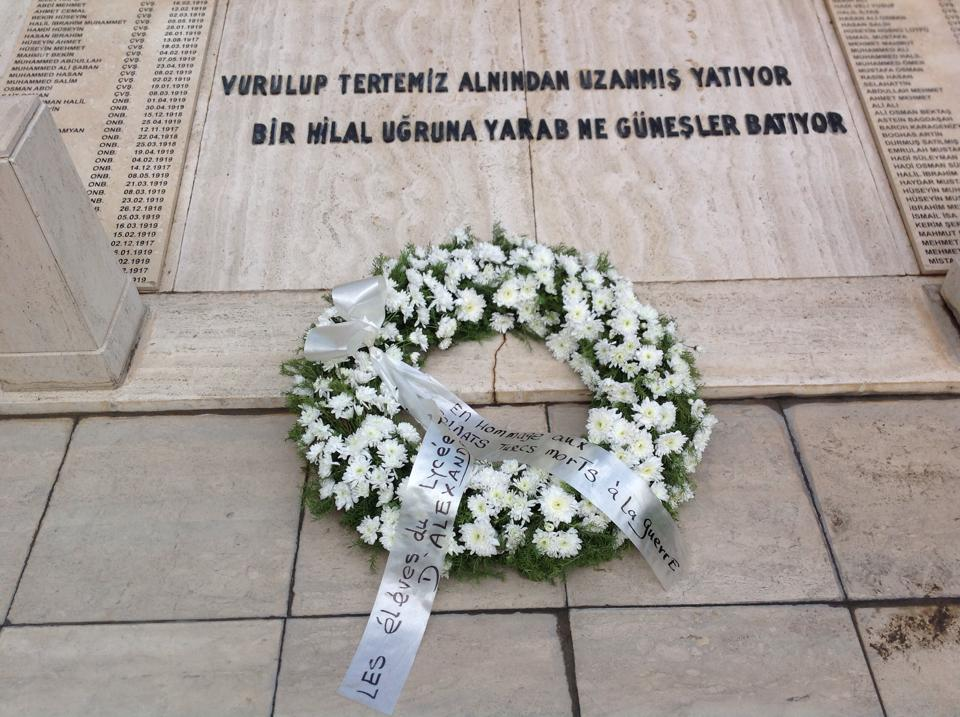
Gerbe de fleurs déposée par les élèves du Lycée français d'Alexandrie.

## Mémoire
Les martyrs turcs de Sidi Bishr ne sont pas oubliés, ils sont régulièrement visités par des Turcs et des cérémonies officielles sont organisées en leur mémoire. Le 25 novembre 2014, dans le cadre du centenaire de la Première Guerre mondiale, les élèves de la classe de troisième du Lycée français d'Alexandrie ont été accueillis par Monsieur Serdar Belentepe, Consul Général de la République de Turquie, pour se souvenir ensemble dans un geste d’amitié et de fraternité de ces 513 Turcs tombés pour leur pays.